# Sophie Schollová
Sophie Magdalena Schollová (v němčině Scholl; 9. května 1921 Forchtenberg – 22. února 1943 Mnichov) byla německá studentka a křesťanská pacifistka, členka nenásilné protinacistické skupiny Bílá růže, kterou se svým bratrem Hansem Schollem posléze v podstatě vedla.
V únoru 1943 byla spolu s bratrem přistižena při distribuci protinacistických a protiválečných letáků. Po krátkém vyšetřování byla společně s bratrem a Christophem Probstem postavena před Lidový soud, kterému předsedal nechvalně proslulý Roland Freisler, odsouzena k smrti pro velezradu a popravena gilotinou.
Náleží mezi nejuznávanější a nejoslavovanější hrdiny německého protinacistického odboje, bylo o ní napsáno několik knih a natočeno několik filmů. Nejznámějším a nejúspěšnějším filmem o ní je historická rekonstrukce jejích posledních dnů z roku 2005: Sophie Scholl - Poslední dny (německy Sophie Scholl – Die letzten Tage), v níž její postavu ztvárnila Julia Jentschová.
V roce 2003 ji diváci německé veřejnoprávní televize ZDF v anketě Naši nejlepší svými hlasy umístili spolu s bratrem na 4. místě v žebříčku největších osobností z řad německého národa.

## Život

### Dětství

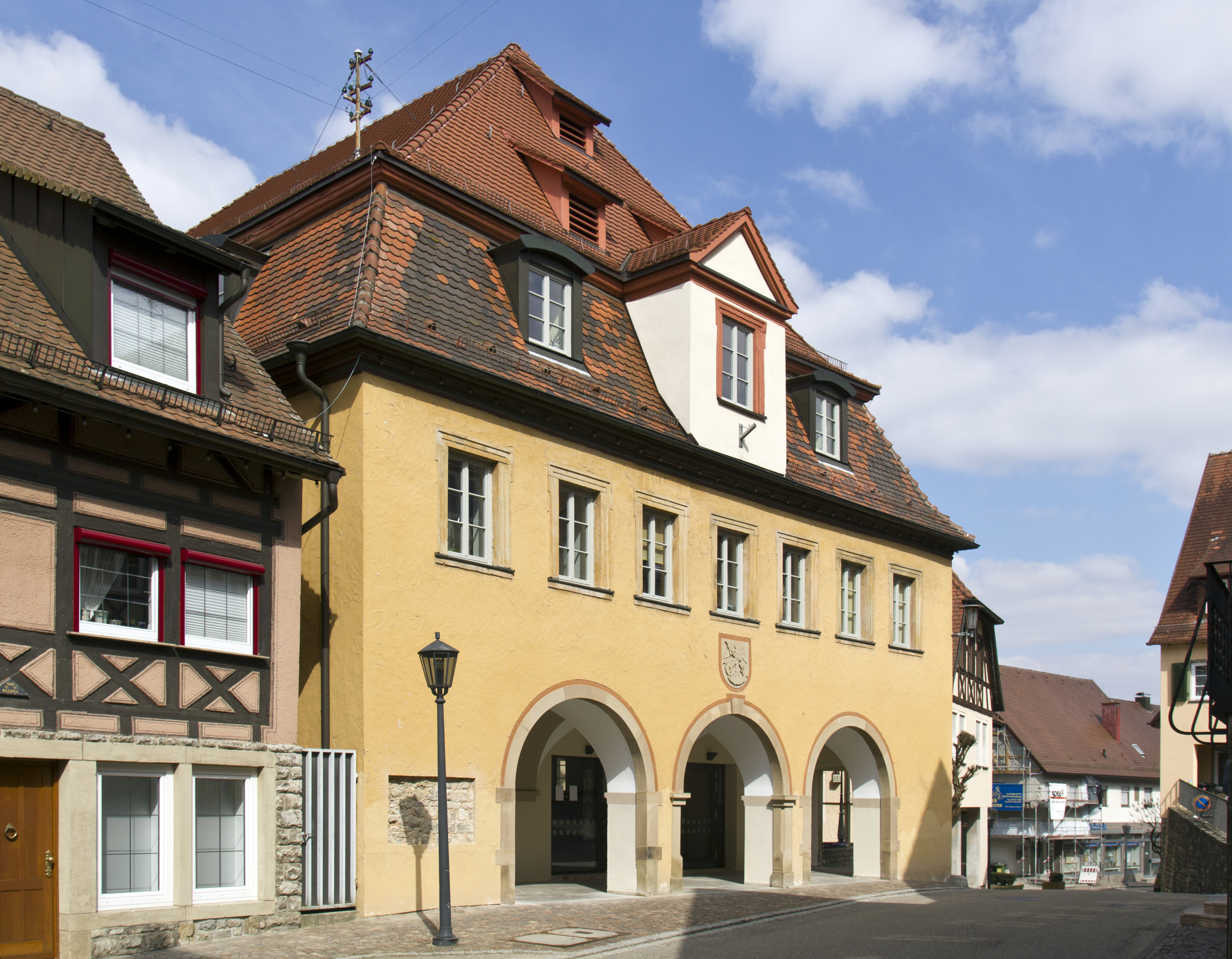
Radnice v Forchtenbergu, kde Schollová žila v letech 1921–1930

Sophia Magdalena se narodila v roce 1921 ve městě Forchtenberg. Jejím otcem byl Robert Scholl, matkou Magdalena Schollová, rozená Müllerová. Sofie byla jejich čtvrté dítě. Měla starší sestry Inge (1917–1998) a Elisabeth (1920–2020) a bratra Hanse (1918–1943). Později se v rodině narodil syn Werner (1922 – zmizel v roce 1944) a další dcera Tilda (1925–1926). Sophie měla blízký vztah se všemi svými bratry a sestrami, trávili spolu většinu času. Otec byl starostou města. Schollové vyznávali luteránskou víru. Matka rodiny Magdalena, byla v roce 1909 vysvěcena na jáhenku, vychovávala své děti v duchu „silného mravního a sociálního uvědomění“.
Ve věku sedmi let nastoupila Sophie do školy. Byla pilnou studentkou a vynikala v kreslení a hudbě. Milovala také sport a angličtinu. V roce 1930 se Schollové přestěhovali do Ludwigsburgu a o dva roky později do Ulmu. Zde otec rodiny pracoval jako daňový poradce a státní auditor.
Sophie v roce 1932 nastoupila do vyšší reálné dívčí školy. Byla jiná než ostatní dívky: milovala turistiku a chlapecké hry a byla jedinou školačkou ve městě, která nosila krátký sestřih. Jednalo se o svobodomyslnou mladou ženu. Od dospívání se Sophie vymezovala proti jakékoli nespravedlnosti ve společnosti.
V roce 1933 se v Německu dostala k moci strana NSDAP a její vůdce Adolf Hitler. Robert Scholl byl odpůrcem nacistů a zastáncem liberalismu. Děti zpočátku podporovaly ideály vládnoucí strany. Sophie byla od svých dvanácti let členkou nacistického Svazu německých dívek, stejně jako většina jejích spolužáků a stejně jako její sestry Inge a Elisabeth. Přitahovalo ji zaměření programu na přírodu a sdílené zkušenosti. Sophie již v roce 1935 získala pozici vůdkyně oddílu. Organizovala túry, výlety a kempování. Hans a Werner také vstoupili do Hitlerjugend.
Podle Inge Schollové měla Sophie na svazu ráda sport a venkovní aktivity a jiným aspektům prý nevěnovala pozornost. S židovskými dívkami, jež znala ze školy, se nadále přátelila a dokonce si stěžovala vedení svazu, když dvě z nich odmítlo přijmout do řad členek. Přitom byla podle vzpomínek ostatních Sophiiných vrstevníků „s velkým nadšením, fanaticky oddaná národnímu socialismu“.
Jejich otec Robert Scholl byl kritický k názorům dětí a byl rozzlobený, že se připojily k nacistickým organizacím. On a jeho rodina doma denně diskutovali o politických otázkách. Scholl však věřil, že by se děti měly rozhodovat samy. Sophie měla se svým otcem dobrý vztah. Nikdy ve škole o jeho názorech nemluvila, ačkoli studenti byli povzbuzováni, aby o svých rodičích podávali informace.

### Začátek odporu

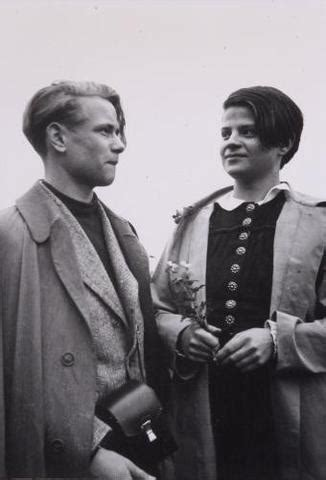
Werner Scholl a Sophie Schollová. Fotografie pořízená Hansem Schollem 22. února 1941.

Pod vlivem svého otce, přátel a některých učitelů byla Sophie brzy zklamaná nacismem, stejně jako její bratři a sestry. V roce 1935 byly přijaty norimberské rasové zákony, které výrazně omezily práva Židů. To bylo v rozporu s vírou Schollové v rovnost. V roce 1936 se Sophie nabídla, že bude hostit čtení básní Heinricha Heineho na akci pro členky Svazu německých dívek v Ulmu během návštěvy jednoho z významných představitelů organizace. Tento návrh pobouřil vůdce, protože Heine byl zakázán Goebbelsem v roce 1933 jako levicový a antimilitaristický spisovatel židovské národnosti. Na to Schollová údajně odpověděla: „Kdo nezná Heineho, nezná německou literaturu“. Kvůli prohlášením proti nacismu začala mít Sophie problémy ve škole.
V roce 1937 byli Sophie, Hans, Werner a Inge Schollovi zatčeni gestapem pro podezření, že byli součástí protinacistické skupiny. Byla provedena domovní prohlídka, zabaveny deníky, časopisy a sbírky básní. Sophie byla propuštěna ve stejný den, kdy jí bylo 16 let, Inge a Werner o týden později, Hans strávil další tři týdny ve vězení. Toto zatčení Sophii vyděsilo a prohloubilo její nespokojenost s úřady. Ve stejném roce se Sophie při tanci setkala s Fritzem Hartnagelem. Začali spolu vztah, který trval až do její popravy. V roce 1938 Sophie rezignovala na pozici vedoucí oddílu ve Svazu německých dívek. V roce 1939, po vypuknutí druhé světové války v září, byli bratři Schollové posláni na frontu. Podle pamětí Elisabeth Schollové řekla Sophie v létě toho roku: „Doufám, že bude válka. Doufám, že se někdo postaví Hitlerovi.“
Na jaře 1940 Schollová odmaturovala a začala se připravovat na povolání učitelky v mateřské škole. Doufala, že práce ve školce by mohla nahradit absolvování šestiměsíční pracovní služby v Reichsarbeitsdienstu. Schollová nadále kritizovala nacistické úřady. V roce 1941 úspěšně složila zkoušky a toužila o přijetí na Mnichovskou univerzitu, kde již studoval její bratr Hans. Službu si však ještě musela odpracovat, protože to byla podmínka pro přijetí na univerzitu.
Schollová pracovala šest měsíců od jara 1941 jako vychovatelka v Blumbergu. Od nacismu ji odvrátil také tvrdý a vojenský pracovní režim v Reicharbeitsdienstu. Schollová napsala, že snila o nezávislosti, ukončení války a shledání se svým milencem Fritzem Hartnagelem, který bojoval na východní frontě. Vedli spolu korespondenci. Hartnagela viděla naposledy 20. května 1942, než odešel na frontu na území Ukrajinské SSR. Sophie se obtížně smiřovala s jeho pozicí důstojníka, protože cítila, že vojenská poslušnost může snadno pokřivit jeho svědomí. Když se naskytla příležitost, Sophie odcestovala do Ulmu, aby se setkala s Hansem během jeho odchodu z armády.
Schollová ráda četla literaturu o filozofických a teologických tématech. Ve svých názorech se opírala o spisy svatého Augustina. Náboženské přesvědčení bylo jedním z hlavních důvodů, proč odmítla nacistickou ideologii.

### Bílá růže

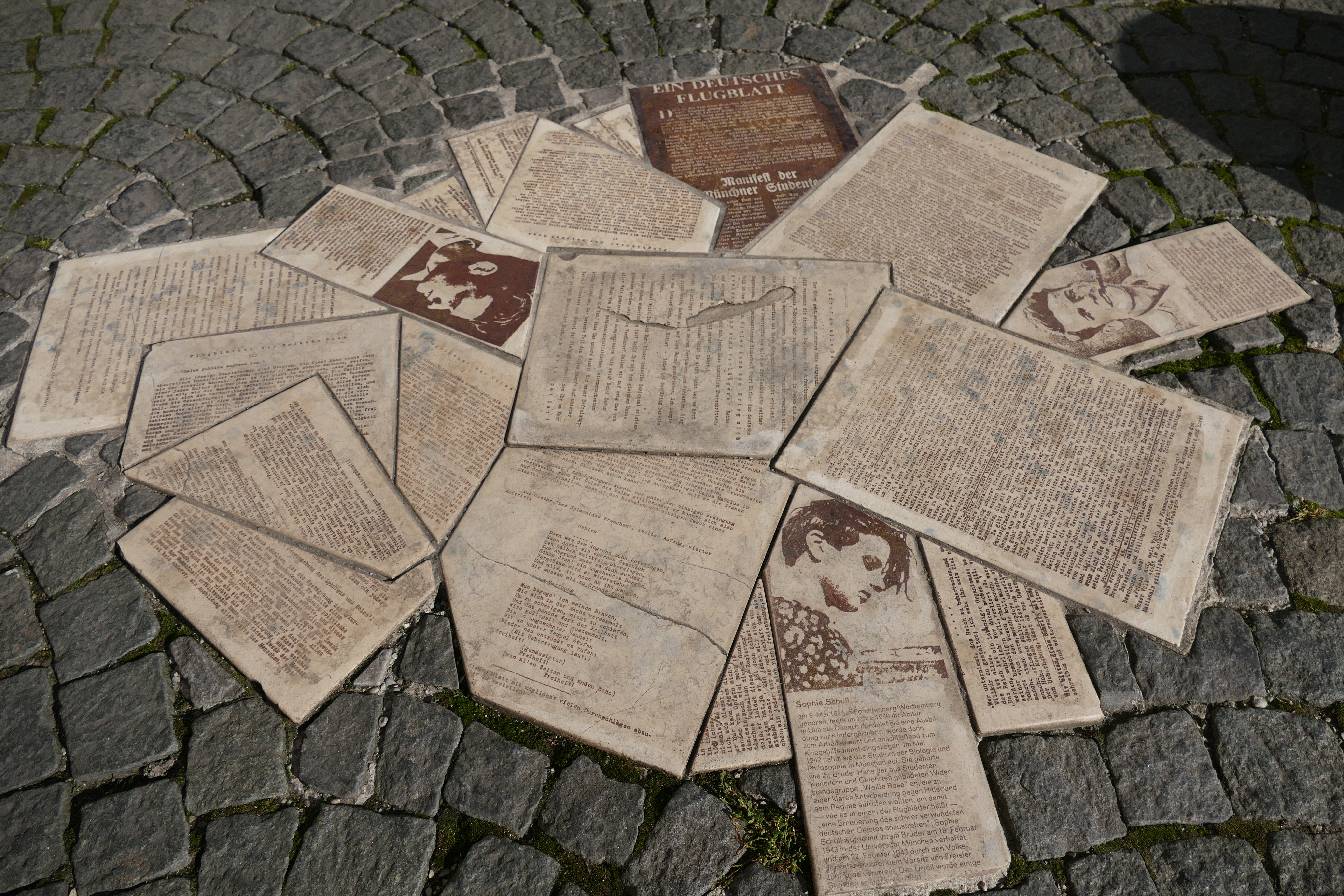
Památník sourozenců Schollových před Mnichovskou univerzitou.

V květnu 1942 začala Schollová studovat na univerzitě v Mnichově filozofii a biologii. To už se její bratr Hans vrátil z fronty a studoval lékařskou fakultu. Představil Sophii svým přátelům, kteří sdíleli úzký okruh společných filozofických, politických, hudebních, literárních a sportovních zájmů. Mezi nimi byli Alexander Schmorell, Christoph Probst, Willi Graf a Jürgen Wittenstein. Společně studenti navštěvovali přednášky, představení a koncerty, pěstovali turistiku, lyžování a horolezectví. Sophie se inspirovala přednáškami učitele filozofie Kurta Hubera.
Hans Scholl a Alexander Schmorell byli zděšeni poměry na východní frontě, kde se stali očitými svědky nacistických zločinů na obyvatelstvu SSSR a Polska. O takových případech hovořili Sophie a její snoubenec Hartnagel. Od června 1942 začali Hans Scholl a Alexander Schmorell tisknout a tajně distribuovat letáky v Mnichově a okolí, vyzývající své spolužáky a další Němce k odporu nacismu. Letáky byly vydány jménem "Bílé růže" - to byl název skupiny. Přátelé se rozhodli uchýlit se k pokojnému protestu po vzoru amerických studentů bojujících proti rasové diskriminaci.
Hans zpočátku nechtěl, aby se jeho sestra účastnila aktivit Bílé růže kvůli nebezpečí. Sophie viděla letáky a podporovala aktivity demonstrantů. Když náhodou zjistila, že ve skupině je i její bratr, rozhodla se připojit k odboji. Hartnagel odradil nevěstu od účasti v opoziční skupině. Podle Elisabeth Schollové řekl v květnu 1942 Hartnagel Sophii, že ji to může stát život, na což odpověděla: "Já vím." Požádala ho o tisíc říšských marek, ale neřekla proč. Potřebovala peníze na nákup tiskového stroje na tisk letáků. Brzy se k nim přidali jejich přátelé Graf a Probst a také učitel Huber.
Členové „Bílé růže“ napsali šest různých letáků. Letáky množili pomocí cyklostylu. Na rozdíl od všeobecného přesvědčení se Sophie neúčastnila psaní textů, ale pouze distribuce letáků. Zpočátku byly letáky zasílány poštou pouze profesorům, knihkupcům, spisovatelům a dalším. Adresy byly nalezeny v telefonním seznamu a ručně napsané na každé obálce. Následně byly do domácností v Německu rozeslány tisíce letáků. Přes riziko kontroly gestapem aktivisté převáželi letáky ve vlacích.
V roce 1942 byl Sophiin otec Robert odsouzen ke čtyřem měsícům vězení za kritiku Hitlera. To dále zesílilo Sophiinu nenávist k nacistickému režimu. Podle pamětí dalšího účastníka Bílé růže se Sophie někdy tak bála zatčení, že spala v posteli svého bratra.
Studentům se podařilo získat širokou síť příznivců v mnoha městech, kteří pomáhali s nákupem papíru, obálek a známek. Letáky vyzývaly k sabotáži vojenského průmyslu a boji proti NSDAP. Kromě toho členové Bílé růže malovali graffiti a psali výzvy ke svržení Hitlera v Mnichově. Po bitvě u Stalingradu zanechali na zdech budov v Mnichově nápisy „Svoboda!“. a „Hitler je masový vrah“. Sophie se chtěla zúčastnit akce, ale muži se rozhodli ji nezatahovat do nebezpečí kvůli hlídkám v ulicích.
V lednu 1943 skupina úspěšně pracovala a byla dobře organizovaná. Věřili, že se mocenské poměry v Německu brzy změní. Jejich činnost se přitom dostala do povědomí gestapa. Již v červnu 1942 začalo vyšetřování letáků v Mnichově. Výrazně zesílilo po 28. lednu 1943, kdy se objevil pátý leták. Od února začalo gestapo pátrat po aktivistech po celé zemi a za pomoc při jejich dopadení byla vypsána odměna tisíc říšských marek. Členy skupiny se ale dlouho nedařilo identifikovat.

### Zatčení a poprava

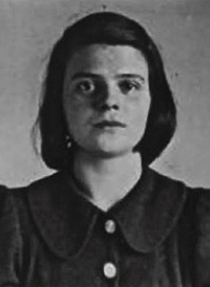
Fotografie Sophie Schollové po zatčení Gestapem, 18. února 1943

V lednu 1943 začaly na Mnichovské univerzitě vznikat studentské protesty. Členové „Bílé růže“ se rozhodli zúčastnit agitace studentů. Vytiskli 1300 letáků a 18. února s nimi sourozenci Schollové odjeli na univerzitu, aby je před přednáškami rozdali publiku. Když Sophie shazovala balíček letáků ze třetího patra na nádvoří univerzity, všiml si jí školník (podle jiných zdrojů zámečník) Jacob Schmid, zarytý nacista. Tento moment se následně stal kultovním a je uveden v každém hraném a dokumentárním filmu o „Bílé růži“. Schmid okamžitě hlásil gestapu, co viděl. Poté byli Sophie a Hans zadrženi na univerzitě. Byli prohledáni a policie u Hanse našla ručně psaný návrh sedmého letáku. V Sophiině bytě byl nalezen dopis Probstovi, díky kterému byl také zatčen.
Zatčení nebylo pokryto v tisku a nezpůsobilo protesty ostatních studentů. Schollová a Probst si nesměli vybrat vlastního obhájce. Ten, kterého dostali přiděleného, byl podle Ingeiných pamětí „stěží víc než bezmocná loutka“. Hans se snažil svou sestru bránit, ale ta převzala plnou odpovědnost za účast v „Bílé růži“ a sama se snažila odvrátit obvinění od přátel, včetně otce tří dětí Probsta. Gestapo bylo připraveno se k ní chovat shovívavě, pokud by vyjádřila lítost nad svými aktivitami proti nacismu. Sophie odmítla, protože nechtěla zradit ostatní. Řekla obhájci: „Pokud bude můj bratr odsouzen k smrti, nesmíte jim dovolit, aby mi dali mírnější rozsudek, protože jsem stejně vinna jako on.“ Byla vyslýchána téměř nepřetržitě po dobu tří dnů. Schollovi přátelé o zatčení informovali její rodiče a Robert s Magdalenou Schollovi okamžitě vyrazili do Mnichova. S dětmi se však ve věznici setkat nesměli.

Případ Bílé růže se dostal až k vládě v Berlíně a byl vnímán jako útok na samotný národně socialistický režim. Otevřený proces se Schollem a Probstem se konal u Lidového soudu dne 22. února 1943. Senátu předsedal Roland Freisler, známý svou krutostí. U soudu se choval emotivně, hlasitě křičel, vyskočil ze sedadla. Proces trval od deseti hodin do půl jedné. Sophie se chovala sebevědomě a klidně. Když se jí Freisler zeptal, zda považuje sebe a ostatní demonstranty za vinné, odpověděla: „Stále věřím, že jsem pro svůj lid udělala to nejlepší, co jsem mohla. Proto nemusím litovat toho, co jsem udělala, a jsem odpovědná za všechny důsledky svých činů “. Nakonec byli všichni tři shledáni vinnými z vlastizrady a odsouzeni k smrti. Verdikt poznamenal:
| „ | Obžalovaní vyzývali k sabotáži vojenského průmyslu, odsuzovali národně socialistický způsob života našich lidí, propagovali poraženecké nálady a mluvili o Vůdci tím nejhorším možným způsobem. Hráli tak do karet nepřátel Říše a podkopávali obranu naší země. Za to budou muset zaplatit životem. | “ |

Werner byl přítomen v soudní síni. Na rozloučenou si mohl potřást rukou s bratrem a sestrou. Hans mu řekl: "Zůstaň silný, žádné kompromisy". Rodiče nesměli vstoupit do soudní síně. Když Magdalena řekla, že je matkou obou obviněných, bylo jí řečeno: „Měla jsi je lépe vychovat“.

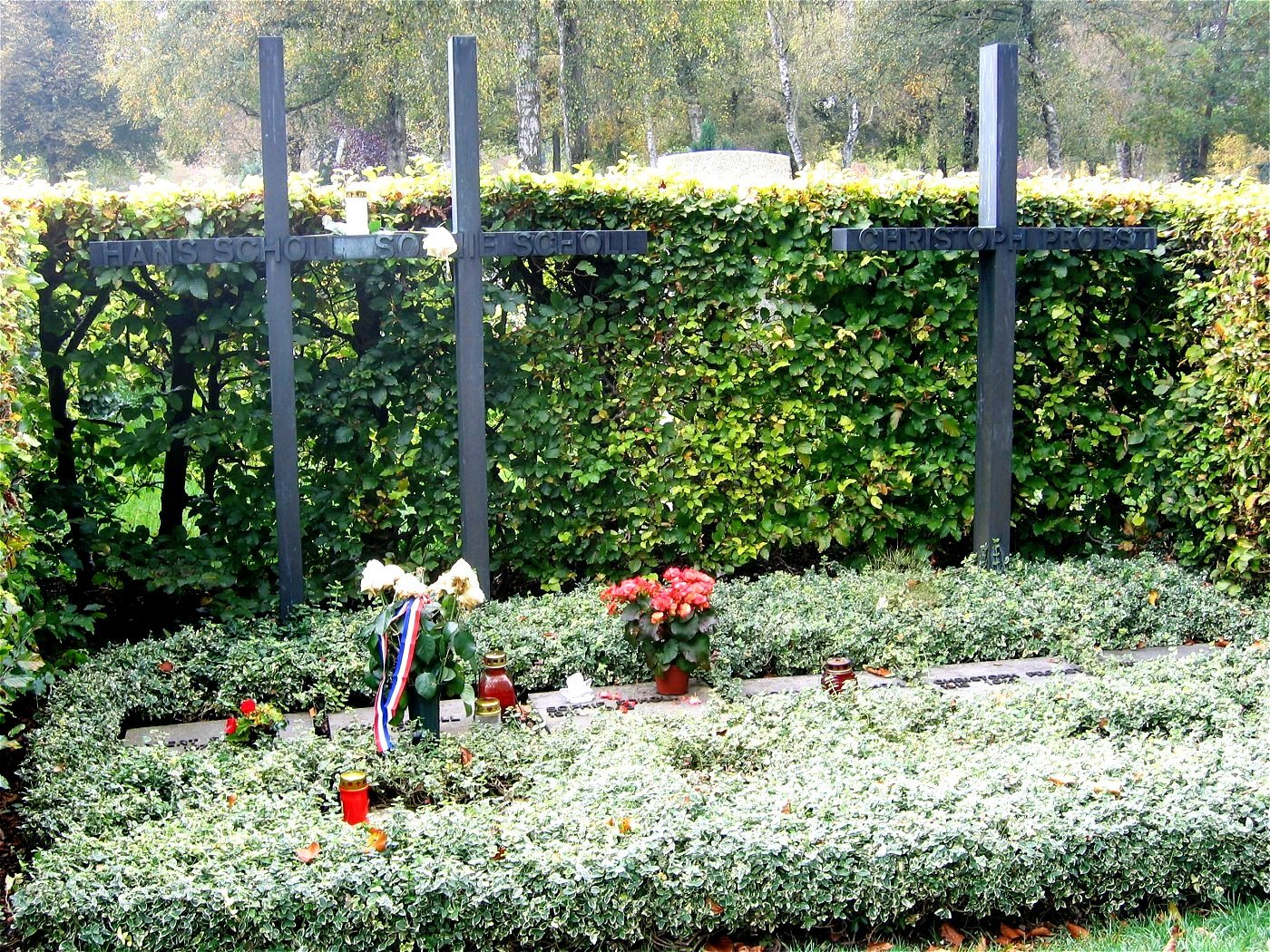
Hrob Hanse a Sophie Schollových a Christopha Probsta na hřbitově v Perlacher Forst v Mnichově u věznice Stadelheim

Ihned po vyhlášení rozsudku byli Schollová a Probst převezeni do věznice Stadelheim k popravě. Zde se rodiče naposledy setkali s Hansem a Sophií. Magdalena řekla své dceři: "Už tě nikdy neuvidím projít dveřmi." Sophie jí řekla: "Mami, koneckonců ztrácím jen pár dalších let svého života." Řekla svým rodičům, že ona a Hans byli šťastní, že nikoho nezradili a vzali na sebe plnou odpovědnost. O několik hodin později byl rozsudek vykonán, všichni tři byli popraveni gilotinou. Popravčím byl Johann Reichhart, známý modernizací gilotiny a tím, že podle vlastních výpočtů popravil 3165 lidí. Představitelé věznice připomněli, že se Sophie před popravou chovala odvážně. Její poslední slova byla „Slunce ještě svítí“ (německy: Die Sonne scheint noch).
O popravě se německé noviny téměř nezmiňovaly, v zahraničí však vzbudila pozornost. Dne 6. března 1943 vyšel v Krasnoj zvezdě článek o popravě Sophie a Hanse Schollových a Christopha Probsta. V dubnu The New York Times informovaly o studentské opozici v Mnichově. V červnu 1943 Thomas Mann ve vysílání BBC zaměřeném na Němce hovořil o akcích Bílé růže. Následně byli popraveni i další členové Bílé růže - Huber a Schmorell 13. července, Graf 12. října 1943, mnozí další byli odsouzeni k věznění v koncentračních táborech.
Werner Scholl, bojující na východní frontě, byl v červnu 1944 prohlášen za nezvěstného, jeho tělo se nikdy nenašlo. Otec Sophie a Hanse Robert byl pět dní po popravě odsouzen k 18 měsícům vězení za poslech „nepřátelských rozhlasových stanic“. Po válce byl v letech 1945-1948 starostou Ulmu. Zemřel v roce 1973 ve věku 83 let. Zůstaly po něm jeho nejstarší dcery Inge a Elisabeth. Inge publikovala Bílou růži v roce 1947. Byla aktivistkou Velikonočního mírového pochodu a spoluzakladatelkou ulmské školy designu (Hochschule für Gestaltung Ulm). V roce 1952 se provdala za grafického designéra Otla Aichera. Z manželství vzešlo pět dětí. Aicher navrhl bronzové busty Hanse a Sophie Schollových pro budovu radnice v Ulmu k 50. výročí popravy v roce 1993. Inge zemřela v roce 1998.
Elisabeth se v roce 1945 provdala za Sophiina bývalého snoubence Fritze Hartnagela (1917–2001). Pár měl čtyři děti. V roce 2005 vydal Hartnagelův syn Thomas výběr dopisů Sophie a jeho otce pod názvem „Sophie Scholl, Fritz Hartnagel, abychom se neztratili, korespondence 1937-1943“ (německy: Sophie Scholl, Fritz Hartnagel, Damit wir uns nicht verlieren, Briefwechsel 1937 -1943). V roce 2012 Elisabeth předala korespondenci Německému spolkovému archivu. Archiv to okomentoval: „Dopisy obdržené jako součást daru od rodiny jsou nesmírně cenným důkazem, odrážejí nejen vnitřní myšlenky a pocity mladé Sophie ve vztahu s jejím dlouholetým přítelem Fritzem, ale také její politický vývoj, její nesmírně odvážný odpor proti národnímu socialismu“. Elizabeth zemřela v roce 2020, den po svých 100. narozeninách.

## Paměť a význam
V dnešní době se vnímání postavy Sophie Schollové dramaticky změnilo. Ze zrádce se stala legendární hrdinkou. Stala se symbolem mírumilovného odporu proti nacismu. Zároveň ale hned po válce mnozí Němci hodnotili osobnost Schollové negativně a v Německé demokratické republice 50. let 20. století byl její příběh utajován, neboť byla považována za příklad buržoazního odporu na rozdíl od socialistického. V 60. letech naopak v Německé demokratické republice vznikl neomylný heroický obraz Schollové. Otevřeně se o jejím osudu začalo hovořit až v 90. letech. Dnes příběh o Bílé růži zná každý Němec. Členové skupiny jsou považováni za vzory. Zároveň je Sophie slavnější než ostatní členové Bílé růže, zejména v anglicky mluvícím světě.
Po Hansi a Sophii Schollových se jmenují na mnohé ulice a náměstí v Německu; téměř v každém městě je škola pojmenovaná po Schollové. V Německu se školy začaly jmenovat po Schollové od 60. let 20. století. Na jejich počest bylo přejmenováno náměstí, na kterém se nachází hlavní budova Mnichovské univerzity (německy: Geschwister-Scholl-Platz), a také Institut politologie univerzity. Pomník na památku účastníků „Bílé růže“ byl instalován na nádvoří univerzity. Pravidelně se zde konají prohlídky a exkurze, které vyprávějí o osudu Schollové. 22. února 2003, v den šedesátého výročí popravy Sophie, byla v památníku Walhalla odhalena její busta.
V roce 1961 se Sophie a Hans Scholl objevili na poštovní známce NDR vydané Deutsche Post. Deutsche Bundespost vydala známku se Sophií v roce 1964. V roce 1991 s ní vyšla další známka v rámci projektu Ženy v německé historii. V roce 2020, na počest 100. výročí narození Schollové, byla v Německu vydána pamětní mince. Ve stejné době byl Schollová zvěčněna na samojské zlaté minci v sérii „Nejmenší zlaté mince“.
V roce 1982 hrála německá herečka Lena Stolze roli Sophie Schollové ve filmech Bílá růže a Posledních pět dní. V roce 2005 byl uveden film "Sophie Scholl - The Last Days", ve kterém Julia Jenchová hrála hlavní roli. Snímek byl nominován na Oscara za nejlepší cizojazyčný film a Jench obdržela několik ocenění, včetně Stříbrného medvěda na mezinárodním filmovém festivalu v Berlíně, ceny Německé filmové akademie a hlavní evropské filmové ceny. Film přitáhl pozornost mladého publika k příběhu Sophie Schollové, a často se promítá na německých školách.
Od roku 1980 se uděluje Literární cena Hanse a Sophie Schollových. Oceňuje díla, která „svědčí o duchovní nezávislosti, povzbuzují občanskou svobodu, mravní, intelektuální a estetickou odvahu, a tím dávají hmatatelný impuls smyslu pro odpovědnost současníků“.
V roce 2003 televize ZDF vysílala televizní projekt Naši nejlepší, ve kterém byli Němci požádáni, aby vybrali největší krajany a největší příklady německého kulturního dědictví. V kategorii „Největší Němci“ (německy: Die größten Deutschen), které se zúčastnilo více než 300 kandidátů, obsadili Hans a Sophie Schollovi 4. místo, když skončili pouze za Konradem Adenauerem, Martinem Lutherem a Karlem Marxem, a to především díky hlasům mladých lidí. Zároveň byla Sophie podle průzkumu německého ženského časopisu Brigitte uznána za největší ženu 20. století. Dne 9. května 2014, kdy by Sophie oslavila 93. narozeniny, se objevila na Google Doodle pro Německo.